# Jessica Lee Morgan
Jessica Lee Morgan est une chanteuse britannique.

## Jeunesse
Elle est la fille du producteur Tony Visconti et de la chanteuse galloise Mary Hopkin.

## Carrière
Sa carrière musicale débute en 2010 avec son album I'm not,. Également en 2010 elle chante sur plusieurs titres de You Look Familiar du CD de Mary Hopkin et de son frère Morgan Visconti.
En 2011 elle chante The Long and Winding Road sur The Beatles Complete On Ukulele (de)
Fin 2014, elle participe au Dylathon une représentation célébrant le centenaire de Dylan Thomas. Elle chante des extraits de Under Milk Wood.
En 2015, elle sort les singles Painting By Numbers et When Did It All Begin?.
La même année, elle fait une tournée aux États-Unis et en Grande-Bretagne.

## Autres projets
Elle participe à la création du label Mary Hopkin Music qui vise à éditer des morceaux inédits de Mary Hopkin.